# يشمق
اليَشْمَق أو اليشمك (بالتركية yaşmak، أي الحجاب) هو نوع من الحجاب أو النقاب، تركي الأصل، ترتديه النساء المسلمات، بغرض تغطية وجوههن في الأماكن العامة. والذي لم يعد يستعمل في تركيا في وقتنا الحاضر إلاَ نادرا.
خلافا للحجاب العادي، فأن اليشمق مكون من قطعتين قماش مصنوعة من شاش النسيج الموصلي، أحدهما للتغطية للرأس والأخرى لتغطية الوجه، ليكون معا وبصورة واحدة الحجاب.